# Серебряный Бор-3
Серебряный Бор-3 — пристань в Москве на берегу Хорошёвского спрямления, построенная в 1930-х годах. Вместе с Хорошёвским мостом и заградительными воротами образует единый архитектурный ансамбль.

## История
По разным данным, пристань была построена либо в 1936, либо 1937 году по проекту Василия Александровича Петрова. Предположительно, целью её строительства являлась связь по воде госдач в Серебряном Бору с Москвой. Функцию обслуживания речных трамваев сооружение выполняло до середины 1970-х годов, после чего было заброшено. В конце 2018 года пристань была передана на баланс городу. С началом работ по восстановлению сооружения в январе 2019 года общественной организацией «Архнадзор» был подан запрос в Мосгорнаследие о присвоении Серебряному Бору-3 статуса культурного наследия. Поскольку статус мог вызвать трудности в эксплуатации заградительных ворот, запрос не был принят. К сентябрю 2019 года реконструкция пристани была завершена.

## Описание
Изначальный образ пристани представлял собою цоколь из бучардированного гранита с лестницами, на котором размещены две прямоугольные в плане ротонды, сопровождаемые колоннадой и мраморной оградой (по другой информации — бетонной; впоследствии демонтирована и заменена на металлический забор). В центре пристани позолоченными буквами было выбито «Серебряный Бор».